# Sorghastrum pohlianum
Sorghastrum pohlianum är en gräsart som beskrevs av Dávila, L.I.Cabrera och R.Lira. Sorghastrum pohlianum ingår i släktet Sorghastrum och familjen gräs. Inga underarter finns listade i Catalogue of Life.